# Martina Franca
Martina Franca est une ville italienne de la province de Tarente, dans la région des Pouilles.

## Géographie
La ville occupe une colline des Murge, le mont San Martino, à 30 km au nord-est de Tarente. Se situe à une altitude de 431 mètres au-dessus du niveau de la mer et couvre une superficie d'environ 299 km², se classant ainsi au quarantième rang en termes d'extension parmi les communes italiennes.
- La Réserve naturelle régionale orientée Bosco delle Pianelle.

### Communes limitrophes
Martina Franca est entourée des communes suivantes : Alberobello, Ceglie Messapica, Cisternino, Crispiano, Grottaglie, Locorotondo, Massafra, Mottola, Noci, Ostuni, Tarente et Villa Castelli.

### Hameaux
Les lieux-dits ou frazione de Martina Franca sont : San Paolo, Lamia Vecchia, Specchia Tarantina, Ortolini, Trasconi Chianconi, Galante, Sisto, Carpari, Raschia Zappa, Gemma, Chiancaro, Pergolo, Capitolo, Pianelle et Cappuccini.

### Climat
Comme pour la région, le climat de la ville est de type méditerranéen (ou type Csa, selon la classification de Köppen).

## Toponymie
Le mot Martina dérive de la dévotion des habitants fondateurs de la cité envers Martin de Tours vers l'an 1000. L'adjectif Franca fait référence au statut économique de la ville franche et fut ajouté en 1310 par Philippe Ier d'Anjou : la cité est alors nommée Franca Martina. Cette appellation de Franca est perdue avec l'abolition des privilèges accordés et ce n'est qu'en 1871, lors de l'Unification de l'Italie, que la ville est rebaptisée Martina Franca.

## Histoire
Martina Franca fut fondée en 1300 par le prince de Tarente, Philippe Ier de Tarente (également nommé Philippe Ier d'Anjou). En 1507, elle devint fief des Caracciolo, qui en firent l'une des capitales du baroque des Pouilles. En 1668, le duc Petracone V Caracciolo fit construire le palais ducal (œuvre de Giovanni Andrea Carducci de Bergame), édifice qui rappelle le style des somptueux palais romains.

## Démographie
Habitants recensés

## Administration
| Période                                  | Période      | Identité             | Étiquette       | Qualité                   |
| ---------------------------------------- | ------------ | -------------------- | --------------- | ------------------------- |
| 31 mai 2002                              | 15 juin 2007 | Leonardo Conserva    | Centro-Destra   | Sindaco                   |
| 16 juin 2007                             | 11 mai 2011  | Francesco Palazzo    | Centro-Destra   | Sindaco                   |
| 11 mai 2011                              | 23 mai 2012  |                      |                 | Commission extraordinaire |
| 23 mai 2012                              | 7 juin 2016  | Francesco Ancona     | Parti démocrate | Sindaco                   |
| 24 juin 2016                             | 25 juin 2017 |                      |                 | Commission extraordinaire |
| 25 juin 2017                             | 13 juin 2022 | Francesco Ancona     | Parti démocrate | Sindaco                   |
| 13 juin 2022                             | En cours     | Gianfranco Palmisano | Parti démocrate | Sindaco                   |
| Les données manquantes sont à compléter. |              |                      |                 |                           |

## Économie
Le territoire communal fait partie de la zone de production de la mozzarella di Gioia del Colle (AOP).

## Culture

### Patrimoine architectural civil et religieux
- L'hôtel de ville : l'ancien palais ducal (1668)
- L'église San Domenico (1750)
- L'église du Carmel (1758)
- La basilique San Martino (1763)
- La porte ou arc de San Stefano (1764)
- La Tour de l'horloge sur la piazza del plebiscito.
- Piazza Maria Immacolata
- Via Cavour et ses palais baroques
- Via Mazzini et ses palais
- La réserve naturelle Bosco delle Pianelle

### Patrimoine architectural rural
La campagne autour de Martina Franca comporte de nombreux édifices en pierre sèche ou trulli ayant servi autrefois d'habitations permanentes ou temporaires aux paysans. Dans certains trulli, le mur de façade a été rehaussé de façon à dissimuler la base des cônes de toiture et donner l'illusion d'une maison classique. Ces façades rectangulaires en trompe-l'œil peuvent être associées à des panneaux peints polychromes.

### Évènements
Martina Franca est connue pour le festival de la vallée d’Itria. Créé en 1976, il a lieu tous les ans en été. Il présente des opéras, en majorité des œuvres généralement peu jouées par ailleurs et essentiellement issues des répertoires italiens et français du XIXe siècle. Les représentations se tiennent dans la cour d'honneur du palais ducal.

## Personnalités liées à la ville
- Giuseppe Aprile (1732-1813), castrat et compositeur italien né et mort à Marina Franca.
- Domenico Carella (1721-1813), peintre italien mort à Martina Franca.
- Donato Carrisi (1973), écrivain né à Martina Franca.
- Gioconda De Vito (1907-1994), violoniste italien né à Martina Franca.
- Paolo Grassi (Milano, 1919 - Londres, 1981), famille de Martina Franca, fondateur du Piccolo Teatro di Milano et directeur de la Teatro alla Scala.
- Cosimo Damiano Lanza (Leporano, 1962), pianiste, claveciniste et compositeur. Directeur de l'Académie Musicale Mediterranea à Martina Franca.
- Renzo Rubino (Taranto 1988), chanteur-compositeur, élevé par des parents de Martina Martina Franca.
- Richard Sinclair (Canterbury, 1948), musicien anglais de rock progressif, qui vit dans la campagne de Martina.
- Rodolfo Valentino (Castellaneta, 1895 - New York, 1936), acteur père Martinese.
- Antonio Giovinazzi (1993), pilote de course automobile, né à Martina Franca.